# Dymitr (Charbak)
Dymitr, imię świeckie Jihad Samaan Charbak (21 czerwca 1970, Latakia) – biskup prawosławnego Patriarchatu Antiocheńskiego.

## Życiorys
Chirotonię biskupią otrzymał 18 lipca 2011 (?).